# Anna Šaryhina
Anna Borysivna Šaryhina (in ucraino Анна Борисівна Шаригіна?; 1978) è un'attivista ucraina.

## Biografia
È cofondatrice dell'associazione femminista lesbica Sfera (Sphere Women's Association) a Charkiv, e dell'ONG KyivPride, il comitato organizzativo della Marcia dell'Orgoglio LGBT a Kiev.
La famiglia d'origine di Šaryhina parlava russo.
Šaryhina e la sua compagna, Vira Chemygina, sono state attive nella comunità LGBT ucraina e in organizzazioni lesbiche da più di un decennio. Hanno organizzato la prima marcia per la parità a Kiev. La seconda marcia per la parità a Kiev, tenutasi nel 2015, fu scortata dalla polizia e supportata da una serie di figure pubbliche. Nonostante ciò, la marcia durò soltanto 15 minuti a causa di violenze di estrema destra contro i partecipanti. Furono ferite dieci persone, inclusi alcuni poliziotti che sorvegliavano l'evento.
Le attività femministe e LGBT di Šaryhina hanno riscontrato continue opposizioni in Ucraina. Quando tenne una conferenza sui movimenti LGBT in una libreria a Charkiv, l'incontro dovette essere trasferito due volte: prima presso il centro stampa Nakipelo a Charkiv e poi presso il centro Izolyatsiya a Kiev. PrideHub, un centro sociale a Charkiv, fu attaccato da un gruppo di uomini mascherati armati di granate fumogene nel luglio 2018; l'edificio venne in seguito vandalizzato con dei graffiti e del sangue animale. Nonostante le numerose denunce alla polizia, e le oltre 1000 lettere di reglamo indirizzate al Ministro degli Interni Arsen Avakow, nessuno è stato punito per il reato.

Nel marzo 2019 Šaryhina fu tra gli organizzatori della Settimana della Solidarietà Femminile a Charkiv per la prima settimana di marzo:
Lo scopo dell'evento è il ritorno all'essenza originaria della Giornata internazionale della donna in cui le donne si uniscono nella lotta per i loro diritti. Questa è una giornata di solidarietà femminile, non di bouquets e dolcetti. La Settimana della Solidarietà Femminile è innanzitutto un progetto educativo, e noi ci uniamo non contro qualcosa, ma per la valorizzazione delle donne, delle comunità di donne e per la società ucraina intera.
Nel gennaio 2020 Šaryhina criticò l'allora Segretario di Stato degli Stati Uniti d'America Mike Pompeo per aver visitato l'Ucraina senza incontrare i leader della comunità LGBTQ.
Šaryhina è stata criticata dai nazionalisti ucraini per aver cooperato con organizzazioni russe come la Rete LGBT Russa (Russian LGBT Network).